# Почесні громадяни Збаража
Список почесних громадян міста Збаража Тернопільської области.

## Почесні громадяни
- Ілля Яремчук (2000),
- Анатолій Малевич (2000),
- Богдан Будзан (2001),
- Мирон Дикий (2001),
- Іван Прашко (2001),
- Тарас Білинський (2003),
- Петро Багрій (2004),
- Тарас Дольний (2004),
- Володимир Кіріндась (2005),
- Богдан Ленартович (2006),
- Онуфрій Москалик (2006),
- Євген Ломага (2008),
- Іван Франко (2011),
- Дмитро Клячківський (2011),
- Устим Голоднюк (2014),
- Назарій Войтович (2014),
- Тарас Михальський (2015),
- Юрій Горайський (2016),
- Петро Король (2016),
- Тадей Паславський (2018),
- Сергій Притула (2018),
- Катерина Омельчак (2018).